# Exocentrus satoi
Exocentrus satoi là một loài bọ cánh cứng trong họ Cerambycidae.